# Deverra battandieri
Deverra battandieri är en växtart i släktet Deverra och familjen flockblommiga växter.
Arten är en mindre buske som förekommer i Marocko och västra Algeriet. Den beskrevs först av René Charles Maire som Pituranthos battandieri, och fick sitt nu gällande namn av Dietrich Podlech 1981.